# Newton Wolverton
Newton Wolverton (ur. 1846, zm. 1932) – kanadyjski żołnierz, jeździec, cieśla, pedagog i reformator systemu nauczania.
Wolverton urodził się w Kanadzie w powiecie Oxford w dzisiejszym Ontario. Do szkoły uczęszczał w Cleveland, Ohio. Po dwóch latach nauki w szkole średniej, porzucił ją zaciągając się do armii (miał zaledwie 15 lat) Unii i udał się na wojnę secesyjną. Został przydzielony do służb specjalnych i walczył pod dowództwem generała Granta. W czasie wojny Wolverton dał się poznać jako znakomity jeździec, strzelec i rzemieślnik. W wieku 16 lat udało mu się uzyskać audiencję u prezydenta USA Abrahama Lincolna, na której dyskutował z nim rolę Kanady w walce z niewolnictwem. W czasie audiencji Lincoln powiedział do młodzieńca:
Mr. Wolverton, I want you to go back to your boys and tell them that...as long as Abraham Lincoln is President, the United States of America will not declare war on Great Britain.
Po zakończeniu wojny powrócił do Kanady i rozpoczął pracę jako cieśla. Jednocześnie brał udział i zdobywał laury w wielu zawodach strzeleckich. Między innymi był członkiem reprezentacji Kanady na zawodach w Wibleton w Anglii. Wstąpił także do milicji kolonialnej i brał udział w walkach z fenianami w czasie ataków IRB na Kanadę.
Choć Wolverton ukończył zaledwie dwa lata szkoły na poziomie średnim, a w istocie z trudnością czytał i pisał, będąc w wieku 24 lat postanowił wrócić do szkoły. Zapisał się do Woodstock College do klasy teologii, gdzie dał się poznać jako niezwykle zdolny uczeń. W szczególności celował w matematyce. W czasie studiów poznał i zaprzyjaźnił się z dwoma, przyszłymi wielkimi wynalazcami Thomasem Edisonem i Grahamem Bellem. Po ukończeniu Woodstock College, wstąpił na Uniwersytet Toronto, który ukończył z najwyższym wyróżnieniem. W czasie studiów opanował pięć języków i szeroki zakres wiedzy, w szczególności z zakresu nauk ścisłych.
Po ukończeniu studiów, w 1877 roku został wyświęcony na pastora baptystów, lecz bliższa mu była kariera nauczyciela. Został profesorem Woodstock College. Wprowadził do zakresu nauczania nie wykładane tam wcześniej – astronomię, matematykę wyższą i meteorologię. Za wkład w rozwój nauk ścisłych uniwersytet McMaster nadał mu honorowy doktorat.
W 1881 został dyrektorem Woodstock College. W tym czasie rozpoczął propagowanie rewolucyjnej jak na owe czasy idei włączenia nauki prac ręcznych do zakresu wiedzy ogólnej. Częściowo z własnych środków, częściowo ze zbiórki założonej przez niego fundacji, wybudował warsztaty w podległej mu instytucji, gdzie zainteresowani uczniowie mogli zapoznać się z technikami rzemieślniczymi takimi jak stolarstwo, kowalstwo i ślusarstwo oraz mechanika precyzyjna. Celem warsztatów była nie tyle nauka rzemiosła, lecz danie możliwości przyszłym reprezentantom inteligencji kanadyjskiej zapoznania się z rzemiosłem i lepszego zrozumienia problemów technologicznych.
Szerokie spektrum naukowych zainteresowań Wolvertona obejmowało agrotechnikę, weterynarię, badania geologiczne, kartografię oraz astronomię.